# Mazaedium

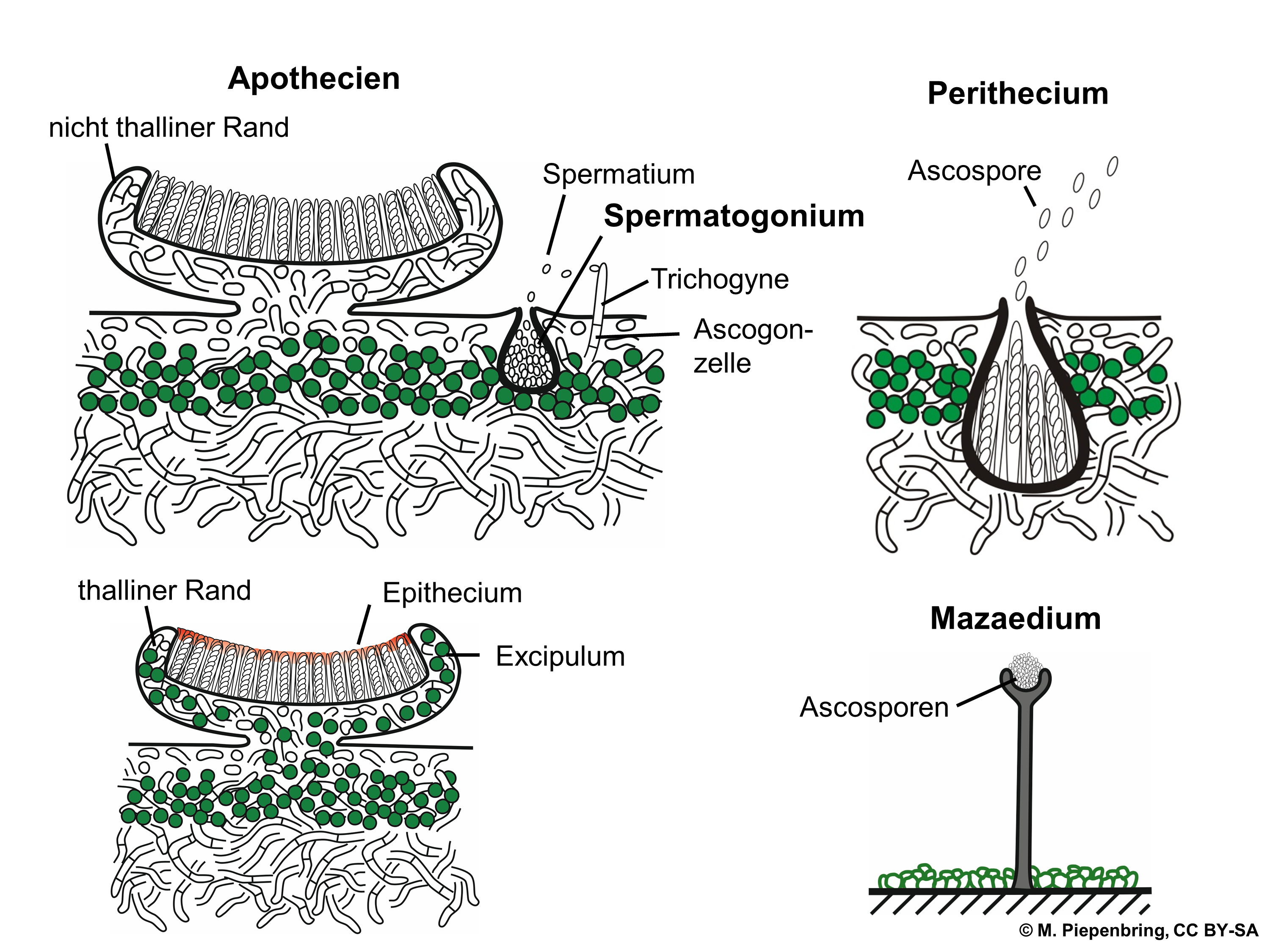

Mazaedium – u niektórych grzybów jest to pylista masa zawierająca zarodniki, występująca w miejscu hymenium i powstająca z rozpadających się worków i parafiz. Występuje u przedstawicieli rzędu Caliciales Bessey 1907 i klasy Coniocybomycetes. W obecnej klasyfikacji grzybów według Index Fungorum rząd ten zaliczany jest do klasy miseczników (Lecanoromycetes).